# Шпијун (стрип)
Шпијун је 58. епизода стрип серијала Кен Паркер објављена у Лунов магнус стрипу бр. 784. Објавио ју је Дневник из Новог Сада у другој половини 1988. године. Имала је 94 стране и коштала 530 динара (0,22 $; 0,4 DEM). Епизоду је нацртао Иво Милацо, а сценарио написао Ђанкарло Берарди. За насловницу је узета оригинална Милацова насловница из 1984. год.

## Оригинална епизода
Оригинална епизода објављена је 19.04.1984. год. под насловом Sciopero (Штрајк). Каснила је за претходном епизодом чак седам месеци. Због овог кашњења и непоштовања рокова, издавачка кућа је замало обуставила серијал. Издавач је била италијанска кућа Cepim (касније промењено име у Sergio Bonelli Editore). Имала је 96 страна и коштала 1.000 лира (0,59 $; 1,62 DEM).

## Кратак садржај
Кен се приајвљује за посао у фабрици текстила Џ. Троуста (J. Troust & Co. Textille Mill). Троуст је локални моћник који контролише политичаре, полицију, судове и штампу. Он унајмљује детективску агенцију ”Национал” да пошаље прерушеног детектива који би га извештавао о унутрашњем стању у фабрици. Посебно га интересује незадовољство радника и синдиката које се распламсава због тешких услова рада и ниских надница. Кен није задовољан овим послом и безуспешно покушава да наговори директора да га скине са задатка. Када Троуст смањује наднице радницима, радници организују штрајк. Троуст, међутим, шаље полицију са циљем да насилно разбије штрајк.

## Значај епизоде
Овај епизода представља прелом серијала (одн. наредне 42 епизоде). Током штрајка, који поприма насилан карактер, Кен, у покушају да спаси девојчицу, убија полицајца. Кен бежи назад на Дивљи Запад, чиме се завршава урбани део серијала (почео са ЛМС-734). Бостонска полиција расписује потерницу за Кеном, који је у неколико наредних епизода у бекству. Све док у једној од наредних епизода не буде ухапшен и послат у затвор. Након тога, Кен практично остатак серијала проводи у затвору.
Ова епизода је такође значајна због цртачке технике којом Милацо приказује звук парне машине која се чује у позадини док се одвија главна радња. ”Величина ових крупних слова је једнака и њоме се сигнализира и бучност и монотоност шума. У време крвавог обрачуна полиције с демонстантима, поново се појављују овако означене ономатопеје, али сада Милаззо постепено повећава слова. Она су најмања у моменту док демонстранти марширају према граду, а увећавају се у време њиховог уласка у центар Бостона. Кулминирају пре него што се демонстранти и полицајци на коњима нађу једни наспрам других када тишину прекине команда "Нишани!".” Сличну технику Милацо употребаљава са музиком у ЛМС-578.

## Левичарксе и марксистичке идеје
Ово је епизода са најексплицитнијим политичким и социјалним ангажманом у коме до изражаја долазе левичарске и марксистичке идеје ауторског тандема Берардија и Милаца. У целој епизоди се не појављује ”ниједан елемент вестерна, сем симболички речено дуге Паркерове пушке у индијанској футроли коју читалац може назрети на последњој табли.”
Епизода детаљно описује тешке услове рада у фабрикама крајем 19. века у Северној Америци. Због технолошке револуције и све раширеније употребе парне машине у фабрикама, потражња за радном снагом нагло опада, а са њом и цена радне снаге.
Аутори, међутим, овај тежак положај не приписују поремећајима у понуди и тражњи, већ Марсковом концепту вишка вредности (нем. Mehrwert) по коме радници део радног времена проводе радећи за себе, а остатак за власника фабрике. По Марксу, ово незадовољство према капиталистичком власнику, који неовлашћено присваја вишак вредности (и тако експлоатише радничку класу), требало би пре или касније да доведе до пролетерске револуције.
Да би разумео механизам експлоатације радничке класе, Кен узима да чита Марксов Капитал и закључује како је ”књига тешка за читање и како није баш све разумео”. Након тога му вођа синдиката О Банон објашњава како капиталисти присвајају вишак вредности.
На страни 88. се у кадру, у лику радника који протествују, појављују Маркс, Кастро, Мао, Стаљин, Лењин и Троцки. Део десничарске италијанске јавности је Берардија и Милаца због овог оптужио за левичарску пропаганду у стрипу.

## Насловна страна
Насловна страна је адаптација слике "Quatro stato" италијанског сликара Пелиија де Валпеда, која се појављује и на најавној шпици филма Двадесети век Бернарда Бертолучија.

## Претходна и наредна епизода
Овој епизоди претходила је епизода Наручени злочин (ЛМС-774), а након ње објављена је епизода Донованови дечаци (ЛМС-792). Списак свих епизода серијала Кен Паркера објављених у ЛМС може се погледати овде.